# Tomopagurus
Tomopagurus is een geslacht van kreeftachtigen uit de klasse van de Malacostraca (hogere kreeftachtigen).

## Soorten
- Tomopagurus chacei (Wass, 1963)
- Tomopagurus cokeri (Hay, 1917)
- Tomopagurus cubensis (Wass, 1963)
- Tomopagurus maclaughlinae Haig, 1976
- Tomopagurus merimaculosus (Glassell, 1937)
- Tomopagurus purpuratus (Benedict, 1892)
- Tomopagurus rubropunctatus A. Milne-Edwards & Bouvier, 1893
- Tomopagurus wassi McLaughlin, 1981